# Antónov An-32
L'Antónov An-32 (denominació OTAN 'Cline') és un avió de transport militar bimotor amb turbohèlix. L'An-32 és bàsicament un An-26 amb diferents motors. La potència dels seus motors ZMKB Progress AI-20DM és gairebé el doble que la dels AI-24 que porta l'An-26. Està dissenyat per suportar millor el mal temps. Això millora les seves prestacions quan opera en llocs càlids i muntanyosos.

## Operadors

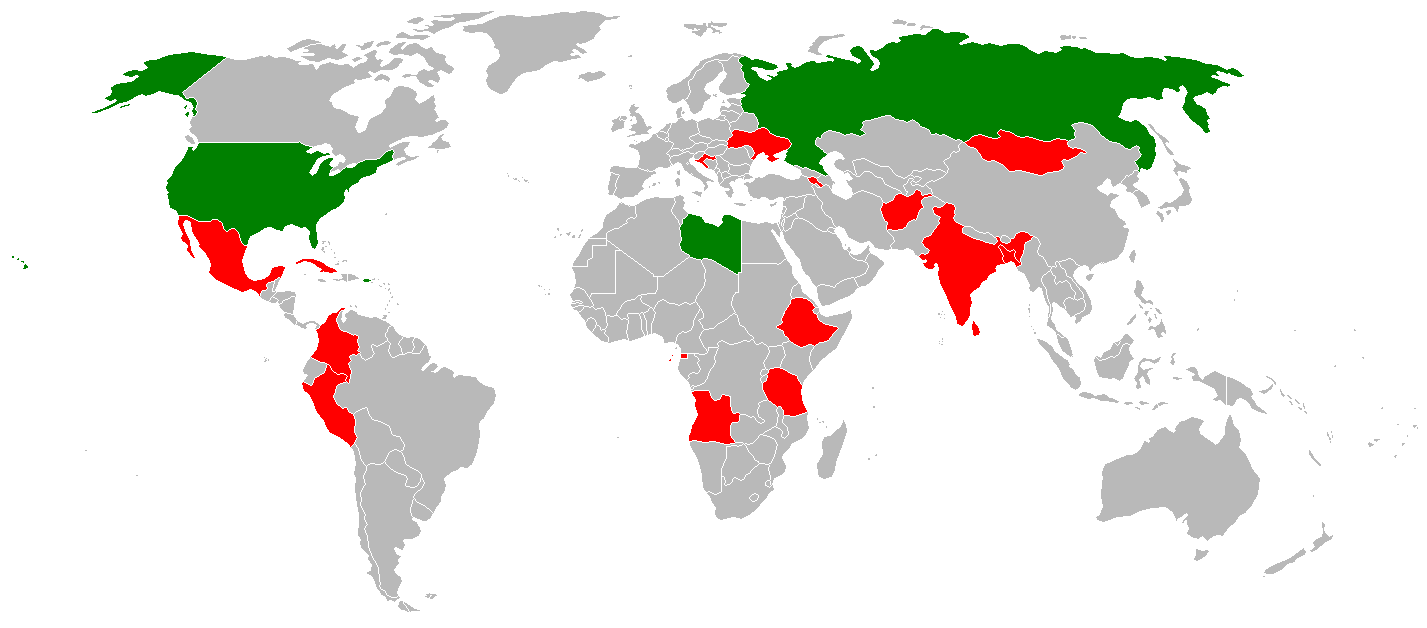
Operadors de l'An-32.

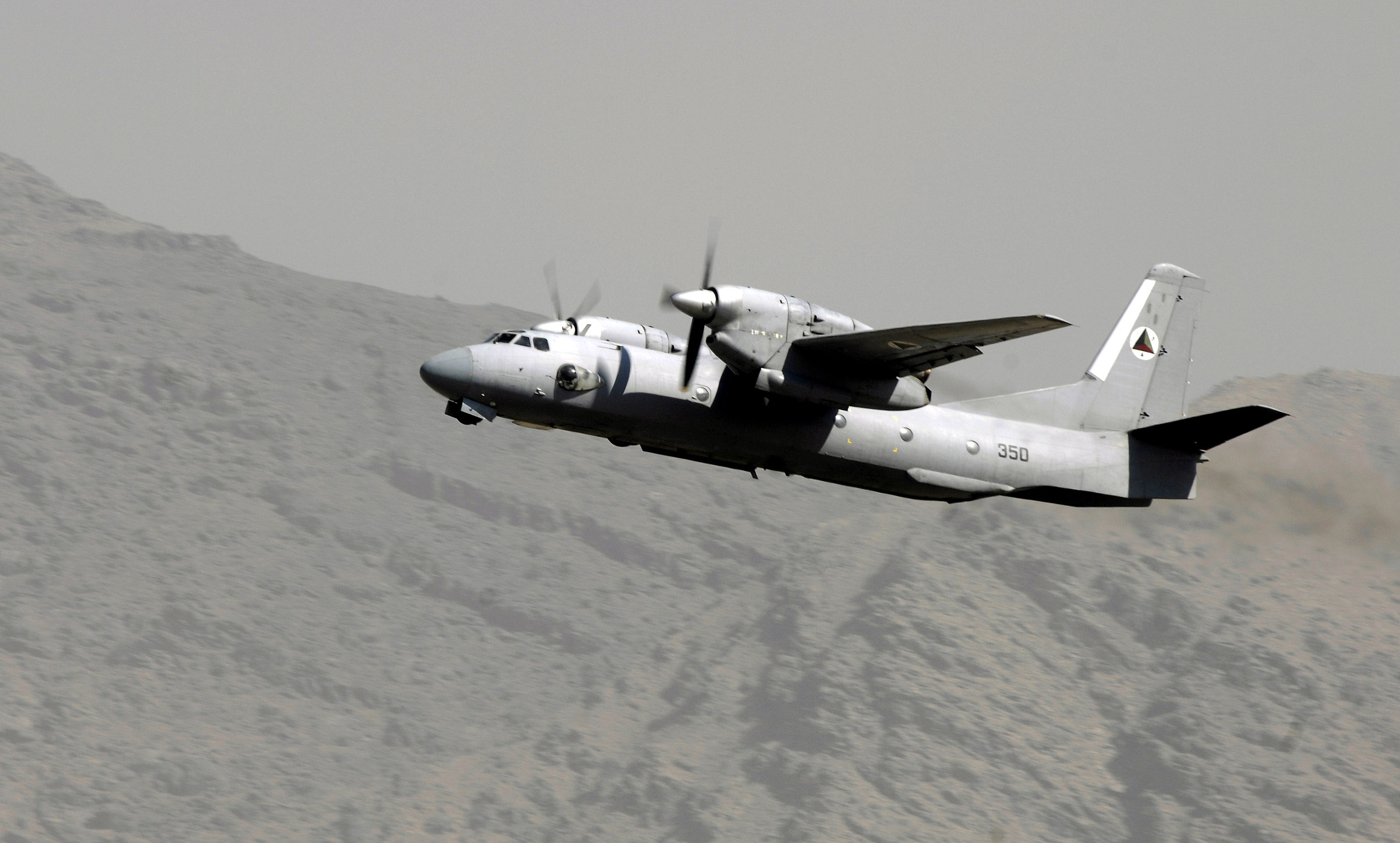
Avió de càrrega de la Força Aèria Afganesa.

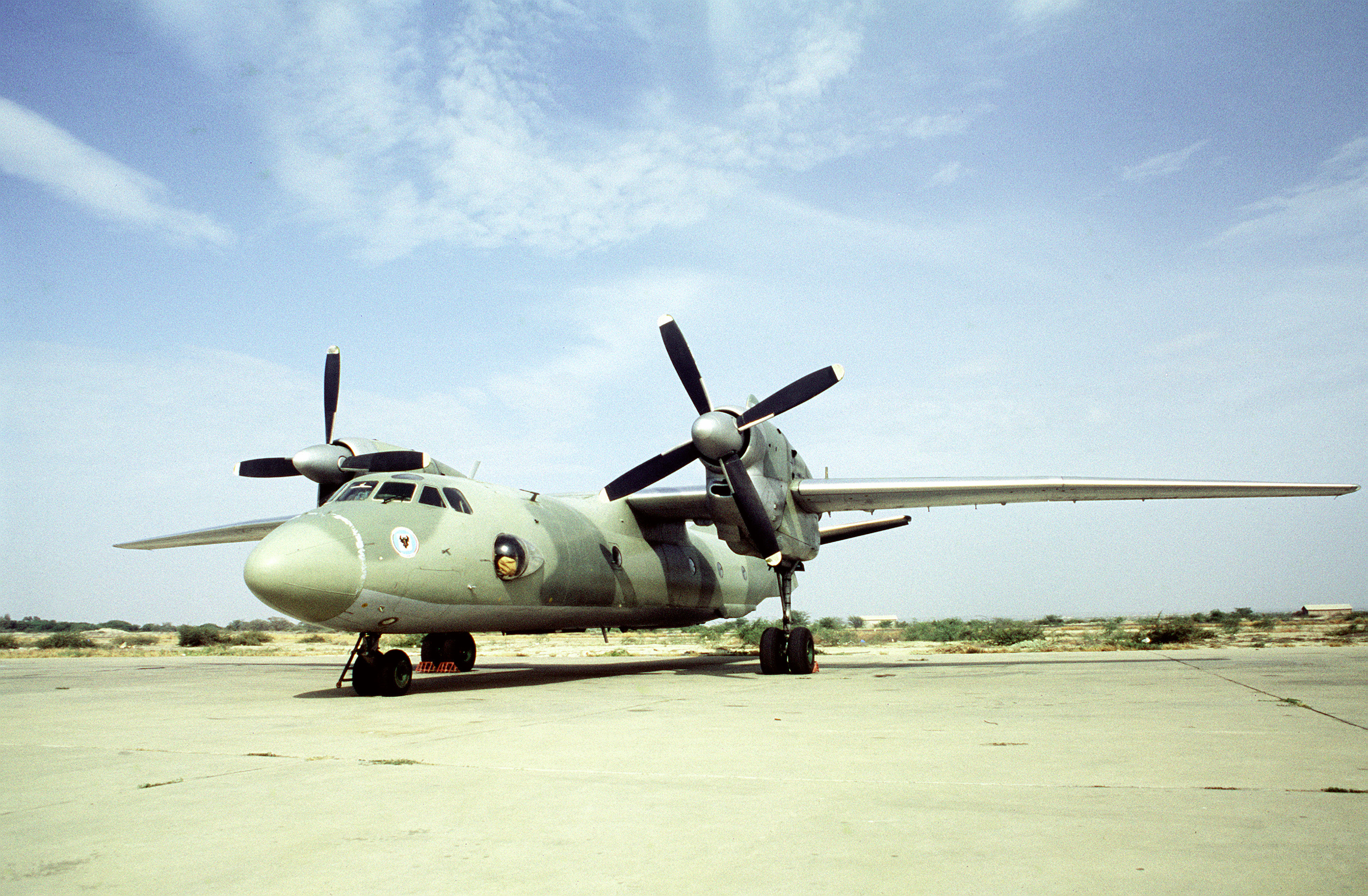
Un An-32 de la Força Aèria Peruana.

### Operadors militars
Afganistan
- Força Aèria Afganesa: 7 operatius.[5]

 Angola
- Força Aèria d'Angola

 Armènia
- Força Aèria Armènia

 Bangladesh
- Força Aèria de Bangladesh

 Colòmbia
 Costa d'Ivori
 Croàcia
- Força Aèria Croata - 2 unitats operatives, modernitzades el 2004.

 Equatorial Guinea
 Etiòpia
- Força Aèria Etíop

 Índia
- Força Aèria Índia - va comprar 125 avions, 104 encara estan en servei.

 Iraq
- Força Aèria Iraquiana - 6.

 Líbia
- Força Aèria Libanesa

 Mèxic
- Força Aèria Mexicana
- Armada Mexicana

 Mongòlia
 Perú
 Ruanda
 Sri Lanka
- Força Aèria de Sri Lanka

 Tanzània
 Ucraïna
- Força Aèria Ucraïnesa

### Operadors civils
L'agost de 2006 un total de 56 An-32 estaven en servei d'aerolínia. Els principals operadors són: Air Pass (4), Alada (3), Libyan Arab Air Cargo (4), Million Air Charter (3), AERCARIBE LTDA (2), Trans-Charter (3) i Selva (4). Unes altres 29 aerolínies operen quantitats menors d'An-32s.

## Especificacions
Dades de {Jane's All The World's Aircraft 1988-89}
Característiques generals
- Tripulació: 3
- Capacitat: 42 paracaigudistes/50 passatgers/24 malalts en baiards amb 3 metges
- Longitud: 23,78 m
- Envergadura: 29,20 m
- Alçada: 8,75m
- Superfície de l'ala 75 m²
- Pes buit: 16.800 kg
- Càrrega útil: 7.500 kg
- Pes màxim d'enlairament: 27.000 kg
- Motors: 2×  turboprop ZMKB Progress AI-20DM, 3.812 kW   cada un
- Dimensions de la càrrega: 12,48 x 2,78 x 1,84 metres
- Dimensions de la porta de càrrega: 2,40 x 1,91 metres
- Volum màxim de càrrega: 30 metres cúbics

 Rendiment 
- Velocitat màxima: 540 km/h
- Velocitat de creuer: 480 km/h
- Abast: 2.500 km
- Sostre de servei: 9.500 m
- Ràtio d'ascens: 6,4 m/s
- Distància d'enlairament: 1.360 metres amb càrrega màxima.Aviònica

Ràdio UHF/VHF